# Rudolf von Hohenwart
Rudolf Max hrabě von Hohenwart (německy Rudolf Max Joseph Andreas Franz Karl Graf von Hohenwart zu Gerlachstein) (23. května 1855 Lublaň – 21. ledna 1940 Vídeň) byl rakouský šlechtic a rakousko-uherský námořní důstojník. U c. k. námořnictva sloužil od roku 1872 a působení v námořní administraci střídal se službou na různých lodích. V roce 1900 byl povýšen na fregatního kapitána, krátce poté odešel do výslužby a od té doby žil v soukromí.

## Životopis
Pocházel ze starého rakouského šlechtického rodu Hohenwartů povýšeného v roce 1767 do hraběcího stavu. Narodil se jako nejmladší syn vlivného politika Karla Hohenwarta (1824–1899)), který byl krátce také rakouským předsedou vlády. Rudolf vstoupil v roce 1872 k c. k. námořnictvu a v roce 1876 byl povýšen na praporčíka. Sloužil na různých lodích a v roce 1884 byl povýšen na poručíka I. třídy. Působil mimo jiné v námořní administrativě, od roku 1888 byl pobočníkem velitele námořního arzenálu a od roku 1891 byl důstojníkem na vlajkové lodi Kronprinz Erzherzog Rudolf. Od roku 1895 byl velitelem lodi Don Juan d'Austria a v 1897 byl povýšen na korvetního kapitána. Nakonec byl přednostou vojenského oddělení oblastního námořního velitelství v Terstu a k datu 1. ledna 1900 byl povýšen do hodnosti fregatního kapitána. Krátce poté odešel do výslužby, za zásluhy byl nositelem Vojenského záslužného kříže, Vojenské záslužné medaile, Jubilejní pamětní medaile a Služebního odznaku pro důstojníky III. třídy.
Po zániku monarchie a ovdovění žil nějakou dobu v Nice, později se usadil ve Vídni, kde také zemřel. Byl posledním potomkem svého rodu, spolu s rodiči a sourozenci je pohřben v rodové hrobce na hřbitově ve vídeňské čtvrti Hütteldorf.

## Rodina
V roce 1888 se v kostele sv. Leonarda ve Štýrském Hradci oženil s baronkou Konstancií von Münch-Bellinghausen (1859–1919), dcerou hesenského diplomata a dvořana Josefa Heinricha Münch-Bellinghausena (1800–1861). Manželství zůstalo bez potomstva.
Rudolf měl devět sourozenců, z nichž šest zemřelo v dětství, mimo jiné Rudolfův bratr-dvojče Maxmilián (1855–1859). Nejstarší bratr Hugo (1849–1905) sloužil v armádě jako rytmistr, další bratr Gilbert (1854–1931) byl diplomatem a nakonec rakousko-uherským vyslancem v Portugalsku. Jejich sestra Marie Terezie (1858–1939) byla manželkou hraběte Maxmiliána Seilern-Aspanga (1845–1889), který také působil v diplomacii a zemřel v Haagu.